# Distrito de Banaskantha
Banaskantha (en guyaratí; બનાસકાંઠા જિલ્લો ) es un distrito de India en el estado de Guyarat. Código ISO: IN.GJ.BK.
Comprende una superficie de 9980 km².
El centro administrativo es la ciudad de Palanpur.

## Demografía
Según censo 2011 contaba con una población total de 3 116 045 habitantes.